# Светско првенство у атлетици у дворани 2016 — 1.500 метара за мушкарце
Такмичење у трчању на 1.500 метара у мушкој конкуренцији на Светском првенству у атлетици у дворани 2016. одржано је 18. и 20. марта у Орегонском конгресном центру у Портланду (Сједињене Државе).
Титулу светског првака освојену на Светском првенству 2014. бранио је Ајанле Сулејман из Џибутија.

## Земље учеснице
Учествовало је 15 такмичара из 10 земаља.
1. Етиопија (2)
2. Кенија (2)
3. Никарагва  (1)
4. Нови Зеланд (1)
5. САД (2)
6. Уједињено Краљевство (2)
7. Чешка (1)
8. Чиле (1)
9. Џибути (1)
10. Шпанија (2)

## Освајачи медаља
|                     |                    |                       |
| Метју Сентровиц САД | Јакуб Холуша Чешка | Ник Вилис Нови Зеланд |

## Рекорди
Стање 17. март 2016.
| Рекорди пре почетка Светског првенства 2016. | Рекорди пре почетка Светског првенства 2016. | Рекорди пре почетка Светског првенства 2016. | Рекорди пре почетка Светског првенства 2016. | Рекорди пре почетка Светског првенства 2016. |
| -------------------------------------------- | -------------------------------------------- | -------------------------------------------- | -------------------------------------------- | -------------------------------------------- |
| Светски рекорд                               | 3:31,18                                      | Хишам ел Геруж, Мароко                       | Штутгарт, Немачка                            | 2. фебруар 1997.                             |
| Рекорд светских првенстава                   | 3:33,77                                      | Хаиле Гебрселасије, Етиопија                 | Маебаши, Јапан                               | 7. март 1999.                                |
| Најбољи резултат сезоне                      | 3:38,03                                      | Дејен Гебремескел, Етиопија                  | Бостон, Сједињене Државе                     | 28. фебруар 2016.                            |
| Афрички рекорд                               | 3:31,18                                      | Хишам ел Геруж, Мароко                       | Штутгарт, Немачка                            | 2. фебруар 1997.                             |
| Азијски рекорд                               | 3:36,28                                      | Белал Али Мансор, Бахреин                    | Стокхолм, Шведска                            | 20. фебруар 2007.                            |
| Северноамерички рекорд                       | 3:34,78                                      | Гален Рап, Сједињене Државе                  | Бостон, Сједињене Државе                     | 26. јануар 2013.                             |
| Јужноамерички рекорд                         | 3:39,39                                      | Иван Лопез, Чиле                             | Сабадељ, Шпанија                             | 19. фебруар 2016.                            |
| Европски рекорд                              | 3:33,32                                      | Андрес Мануел Дијаз, Шпанија                 | Пиреј, Грчка                                 | 24. фебруар 1999.                            |
| Океанијски рекорд                            | 3:35,80                                      | Николас Вилис, Нови Зеланд                   | Бирмингем, Уједињено Краљевство              | 20. фебруар 2010.                            |

### Најбољи резултати у 2016. години
Десет најбољих атлетичара године на 1.500 метара у дворани пре првенства (17. марта 2016), имале су следећи пласман.
| 1. | Абдалати Игидер        | Мароко           | 3:34,94 | 20. фебруар |
| 2. | Метју Сентровиц        | Сједињене Државе | 3:35,91 | 20. фебруар |
| 3. | Николас Вилис          | Нови Зеланд      | 3:36,12 | 20. фебруар |
| 4. | Ајанле Сулејман        | Џибути           | 3:36,30 | 20. фебруар |
| 5. | Мохамед ал-Гарни       | Катар            | 3:36,35 | 20. фебруар |
| 6. | Бенсон Киплагат Сеуреи | Бурунди          | 3:37,08 | 20. фебруар |
| 7. | Саид Аден Саид         | Катар            | 3:37,29 | 20. фебруар |
| 8. | Мусаб Адам Али         | Катар            | 3:37,30 | 20. фебруар |
| 9. | Бетвел Бирген          | Кенија           | 3:37,55 | 20. фебруар |
| 9. | Винсент Кибет          | Кенија           | 3:37,55 | 20. фебруар |

Такмичари чија су имена подебљана учествовали су на СП 2016.

## Квалификационе норме
| дворана | отворено |
| 3:39,50 | 3:33,00  |

## Сатница
| Датум         | Време | Коло          |
| ------------- | ----- | ------------- |
| 18. март 2016 | 19.00 | Квалификације |
| 20. март 2016 | 14.05 | Финале        |

## Резултати

### Квалификације
Такмичари су подељени у две групе. За финале су се тквалификоввала по 3 првопласирана из обе групе {КВ} и 3 такмичара на основу постигнутог резултата {кв},
| Место | Група | Стаза | Атлетичар       | Земља                | ЛР      | ЛРС     | Резултат | Белешка |
| ----- | ----- | ----- | --------------- | -------------------- | ------- | ------- | -------- | ------- |
| 1.    | 2     | 6     | Ајанле Сулејман | Џибути               | 3:35,2  | 3:36,30 | 3:41,04  | КВ      |
| 2.    | 2     | 7     | Крис О’Хер      | Уједињено Краљевство | 3:37,25 | 3:37,88 | 3:41,09  | КВ      |
| 3.    | 2     | 3     | Роби Ендруз     | САД                  | 3:38,09 | 3:38,09 | 3:41,21  | КВ      |
| 4.    | 2     | 1     | Аман Воте       | Етиопија             | 3:35,31 | 3:38,04 | 3:41,25  | кв      |
| 5.    | 2     | 2     | Винсент Кибет   | Кенија               | 3:34,91 | 3:37,55 | 3:41,42  | кв      |
| 6.    | 2     | 4     | Николас Вилис   | Нови Зеланд          | 3:35,80 | 3:36,12 | 3:41,53  | кв      |
| 7.    | 2     | 8     | Марк Алкала     | Шпанија              | 3:39,33 | 3:39,33 | 3:42,02  |         |
| 8.    | 1     | 3     | Метју Сентровиц | САД                  | 3:35,91 | 3:35,91 | 3:47,15  | КВ      |
| 9.    | 1     | 6     | Давит Волде     | Етиопија             | 3:37,86 | 3:37,86 | 3:47,24  | КВ      |
| 10.   | 1     | 1     | Јакуб Холуша    | Чешка                | 3:37,68 | 3:39,99 | 3:47,62  | КВ      |
| 11.   | 1     | 4     | Иван Лопез      | Чиле                 | 3:39,39 | 3:39,39 | 3:48,63  |         |
| 12.   | 1     | 2     | Чарли Грајс     | Уједињено Краљевство | 3:39,43 |         | 3:49,03  |         |
| 13.   | 1     | 7     | Бетвел Бирген   | Кенија               | 3:34,62 | 3:37,55 | 3:49,35  |         |
| 14.   | 2     | 5     | Ерик Родригез   | Никарагва            |         |         | 3:58,37  | НР      |
|       | 1     | 5     | Мануел Олмедо   | Шпанија              | 3:38,25 | 3:38,25 | НЗ       |         |

### Финале
| Поз. | Атлетичар       | Земља                | Резултат | Белешка |
| ---- | --------------- | -------------------- | -------- | ------- |
|      | Метју Сентровиц | САД                  | 3:44,22  |         |
|      | Јакуб Холуша    | Чешка                | 3:44,30  |         |
|      | Николас Вилис   | Нови Зеланд          | 3:44,37  |         |
| 4.   | Роби Ендруз     | САД                  | 3:44.77  |         |
| 5.   | Давит Волде     | Етиопија             | 3:44,81  |         |
| 6.   | Аман Воте       | Етиопија             | 3:44,86  |         |
| 7.   | Винсент Кибет   | Кенија               | 3:45,17  |         |
| 8.   | Крис О’Хер      | Уједињено Краљевство | 3:46,50  |         |
| 9.   | Ајанле Сулејман | Џибути               | 3:53,69  |         |

### Пролазна времена
| Дистанца | Атлетичар       | Земља       | Време   |
| -------- | --------------- | ----------- | ------- |
| 200 м    | Ајанле Сулејман | Џибути      | 29,35   |
| 400 м    | Ајанле Сулејман | Џибути      | 1:01,81 |
| 600 м    | Ајанле Сулејман | Џибути      | 1:35,43 |
| 800 м    | Ајанле Сулејман | Џибути      | 2:97,88 |
| 1.000 м  | Давит Волде     | Етиопија    | 2:37,67 |
| 1.200 м  | Николас Вилис   | Нови Зеланд | 3:04,74 |
| 1.400 м  | Николас Вилис   | Нови Зеланд | 3:30,45 |